# Colla del Safrà

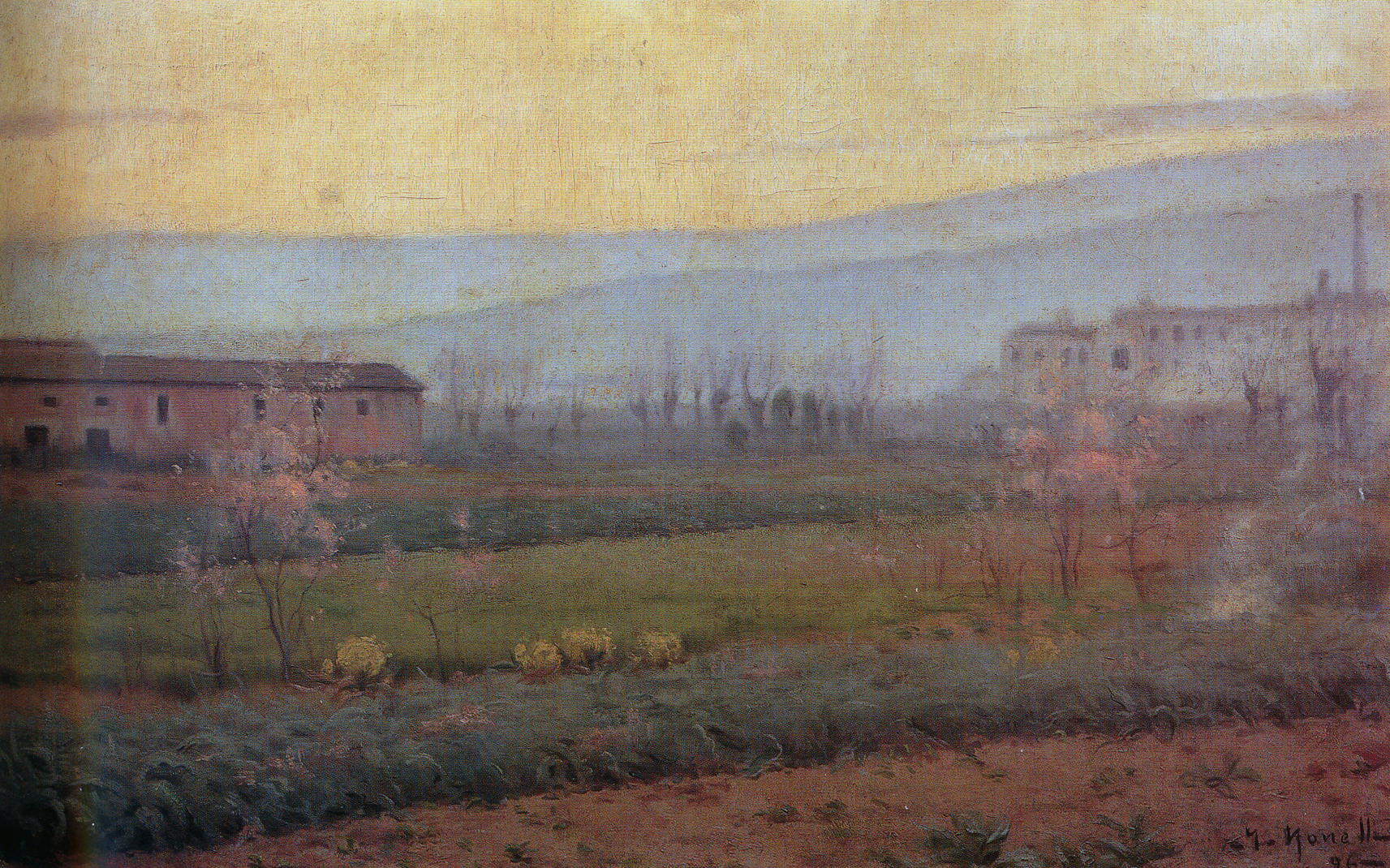
Paisaje de Sant Martí, Isidre Nonell, 1896, colección particular.

La Colla del Safrà o Colla de Sant Martí fue un grupo de artistas barceloneses integrado por Isidre Nonell, Joaquín Mir, Ricard Canals, Ramón Pichot, Juli Vallmitjana y Adrià Gual. Fue fundado en 1893 por Nonell y se mantuvo hasta el 1896.
La denominación del grupo se traduciría como grupo o pandilla del Azafrán en referencia al color amarillento —azafranado— de muchas de sus pinturas. La denominación como pandilla de Sant Martí se debe al hecho de que muchas de las pinturas del grupo son paisajes de San Martín de Provensals (hasta 1897, un pueblo independiente a las afueras de Barcelona).
El grupo no tuvo un programa artístico definido ni tampoco una estructura rígida. Fue más bien un grupo de jóvenes con unas ideas compartidas, como por ejemplo una cierta actitud anárquica y —en el ámbito del arte— un interés para la pintura pleinair (la pintura al aire libre), una temática que a menudo gira alrededor de la gente marginada y una conciencia social que los acercó a la generación del 98.

## Final del grupo
En 1897, Ricard Canals e Isidre Nonell viajan a París donde exponen en la galería Chez Dosbourg con gran éxito. También expuso en París, en 1898, en el Salón Nacional, el pintor Ramón Pichot, que se casaría en la capital francesa en 1901 y permanecería allí hasta su muerte.
Isidre Nonell regresa a Barcelona, pero Canals se queda trabajando para el marchante Durand-Ruel, manteniendo una amistad personal con Picasso, cuyo testimonio es el retrato de la esposa de Canals realizado por el pintor malagueño, así como el cuadro Un palco en los toros de Canals, en el que posaron las esposas de ambos pintores. Canals no regresó a Barcelona  hasta 1907, para quedarse definitivamente en la ciudad Condal.